# Bällefors distrikt
Bällefors distrikt är ett distrikt i Töreboda kommun och Västra Götalands län. 
Distriktet ligger söder om Töreboda. 

## Tidigare administrativ tillhörighet
Distriktet inrättades 2016 och utgörs av socknen Bällefors i Töreboda kommun.
Området motsvarar den omfattning Bällefors församling hade vid årsskiftet 1999/2000.